# Слободан Мацура Бондо
Слободан Мацура Бондо (Задар, 26. април 1918 — Калиновик, 21. март 1943), учесник Народноослободилачке борбе и народни херој Југославије.

## Биографија
Рођен је 26. априла 1918. године у Задру, у свештеничкој православној породици. Основну школу и гимназију завршио је у Шибенику. Године 1937. уписао се у Београду на студије шумарства. Као студент политички је био врло активан. Убрзо је био изабран за председника удружења студената шумарства. Ту је постао и члан Комунистичке партије Југославије (КПЈ).
У мартовским догађајима 1941. године, учествовао је у београдским демонстрацијама, а по фашистичкој агресији вратио се у Шибеник, где су му живели родитељи. Ангажовао се на раду у партијској организацији. Био је у делегацији коју је организовала КПЈ у Шибенику, а која је од команданта града захтевала оружје ради одбране земље и сузбијања петоколонаша.
Одмах по окупацији, Слободан је са братом Момчилом и још неким омладинцима био ухапшен. Након извесног саслушавања, пуштен је из затвора. Одмах је напустио град и, концем јула 1941. године, дошао је у Буковицу, те на подручју Гошића, Плавна и Тромеђе радио на припремама за оружани устанак.
У јесен 1941. године, Слободан је ступио у чету далматинских бораца која је дошла у Лику и ту ушла у састав партизанског батаљона „Марко Орешковић“. Већ после првих борби, по одлуци Партије, вратио се на политички рад у северну Далмацију. Ту је, маја 1942, постао партијски руководилац и заменик политичког комесара Првог севернодалматинског батаљона „Буде Борјан“. Истог дана Слободан је са Првом четом напао карабинијерску станицу у селу Брушка код Обровца. Попео се на кров касарне и позвао посаду на предају, а пошто посада није прихватила позив, Слободан је бацио две бомбе и тако присилио карабинијере на предају.
Крајем маја 1942. године, Слободан је постављен за команданта батаљона „Буде Борјан“. Следећих дана са једним водом је на путу Ервеник—Жегар уништио италијанску аутоколону. Том приликом погинуо је префект задарске провинције Вецио Ораци са три официра и седам војника. Почетком јуна 1942, на путу Кистање—Книн, Слободан је са две чете извршио јуриш на другу италијанску аутоколону и избацио из строја два официра и више војника. Три дана касније, Слободан је са четом напао и заузео карабинијерску станицу у селу Нунићу, недалеко од Кистања. Приликом напада два су карабинијера погинула, а седам их је заробљено.
Половином јула 1942. године, Слободан је постављен за политичког комесара батаљона „Бранко Владушић“, који је 3. октобра 1942. године ушао у састав Друге далматинске пролетерске бригаде. У саставу бригаде батаљон је водио борбу против усташа за ослобођење Кијева, Ливна и Посушја, те борбе против Италијана и четника на Врдима изнад Мостара и на Главатичеву, а затим учествовао у бици на Неретви. Особито тешке борбе батаљон је водио са четницима код Калиновика у наступању оперативне групе дивизија НОВЈ после битке на Неретви, 21. марта 1943. године.
Тога дана четници су предузели напад на доминирајуће положаје Хумца и Присоје, које је држао Слободанов батаљон. Када је видео да су главнином снага кренули на положај његове Треће чете, брзо се нашао међу њеним борцима. На четнички јуриш уследила је снажна ватра, а затим Слободанова команда за противјуриш. Четници су одбијени уз велике губитке. У противјуришу Слободан је био рањен у колено и на захтев командира чете пребачен у заклон иза положаја. После подне, четници су поново кренули у напад. Слободан се поново нашао међу борцима чете. Када су четници дошли надомак ручних бомби, Слободан се из заклона на положају Ковачева глава усправио да осмотри положај и борце на њему, али га је притом пушчано зрно погодило у чело.
Указом Президијума Народне скупштине Федеративне Народне Републике Југославије, 5. јула 1951. године, проглашен је за народног хероја.